# Efecto Barkhausen

Magnetización (J) o densidad de flujo (B) como la curva de la función de intesity campo magnético (H) de un material ferromagnético. El recuadro muestra los saltos de Barkhausen.

Dominio de movimiento de la pared con un salto Barkhausen.

El efecto Barkhausen es el nombre dado al ruido en la salida magnética de un material ferromagnético cuando el campo magnético aplicado en él se cambia. Descubierto por el físico alemán Heinrich Barkhausen en 1919, es causado por los rápidos cambios de tamaño de dominio magnéticos (los átomos de manera similar magnético orientado en materiales ferromagnéticos).
El trabajo de Barkhausen en acústica y magnetismo llevó al descubrimiento, que presentó pruebas de que la magnetización afecta dominios completos de un material ferromagnético, en lugar de solo átomos individuales. El efecto Barkhausen es una serie de cambios repentinos en el tamaño y la orientación de los dominios ferromagnéticos, o grupos microscópicos de alinear los imanes atómicos (spins), que ocurre durante un proceso continuo de magnetización o desmagnetización. El efecto Barkhausen ofrece evidencia directa de la existencia de dominios ferromagnéticos, que anteriormente había sido postulada teóricamente. Heinrich Barkhausen descubrió que un aumento lento y suave de un campo magnético aplicado a una pieza de material ferromagnético, como el hierro, hace que se magneticen, no de forma continua, sino en lapsos de un minuto.
Para entender mejor este fenómeno, puedes ver que es el ruido barkhausen

## Ruido Barkhausen
A la bobina de alambre enrollado en el material ferromagnético puede demostrar los saltos bruscos, discontinuos en la magnetización. Las transiciones repentinas en la magnetización del material de producir pulsos de corriente en la bobina. Estos pueden ser ampliados para producir una serie de clics en un altavoz. Esto suena como crujido, con pulsos sesgada que suena como el caramelo que se desenvolvió, Rice Krispies, o una estufa de leña de pino. De ahí el nombre de Ruido Barkhauseina de detección.
Estos saltos de la magnetización se interpretan como cambios discretos en el tamaño o la rotación de los dominios ferromagnéticos. Algunos grupos microscópicos de la energía atómica spin s en línea con el aumento de campo exterior de magnetización en tamaño por un repentino cambio de giros de vecinos y sobre todo en el campo magnetizante llega a ser relativamente fuertes, otros dominios de todo de repente se convierten en la dirección del campo externo. Al mismo tiempo, debido a las interacciones de canje de la gira tienden a alinearse con sus vecinos. La tensión entre los distintos tira crea avalanchas, donde un grupo de dominios de vecinos le dará la vuelta en una rápida sucesión para alinearse con el campo externo.

## Uso práctico

Una puesta a punto para ensayos no destructivos de materiales ferromagnéticos: verde - horquilla de magnetización, rojo -sensor inductivo y gris - muestra bajo la prueba

La cantidad de ruido Barkhausen para un determinado material está vinculado con la cantidad de impurezas, las luxacines del cristal, etc, y puede ser una buena indicación de propiedades mecánica de tal material. Por lo tanto, el ruido Barkhausen se puede utilizar como un método de evaluación no destructivos de la degradación de las propiedades mecánicas de los materiales magnéticos sometido a esfuerzos mecánicos cíclicos (por ejemplo, en el transporte por tubería o de alta energía partículas (por ejemplo, los reactores nucleares). Diagrama esquemático de un simple no-destructiva puesta a punto para tal fin se muestra a la derecha.